# Dmitro Visneveckij
Dmitro Visneveckij (Vyshnivets, ? – Stambul, 1563/1564) (belarusz nyelven: Змітро Іванавіч Вішнявецкі, oroszul: Вишневецкий, Дмитрий Иванович, lengyelül: Dymitr Wiśniowiecki Bajda és ukránul: Дмитро Вишневецький) herceg, mágnás Volhíniában, hadvezér, kozák vezető és hetman. Kaniv és Cserkaszi ura. Az első szics építője. Számos hadjáratot indított és vezetett a Lengyel–Litván Unió, az Orosz Cárság, az Oszmán Birodalom, a Krími Tatár Kánság és a Moldvai Fejedelemség megbízásából és ellen.
Ivan Mihajlovics Visneveckij hercegnek négy fia született Konsztantyin Ivanovics Osztrozkij herceg lányától, Anasztázia Szemenivnától. Dmitro Visneveckij volt a legidősebb, születési időpontja ismeretlen, egyes feltételezések szerint november 8-án, Szent Dmitrij napján született. A Visneveckij hercegek családja Litvánia egyik legnagyobb földbirtokosa volt, birtokai egyes becslések szerint meghaladta a 142 000 hektárt. Legjelentősebb birtokuk Nyugat-Volhiniában volt. A Visneveckijek egyenes leszármazottai Dániel kijevi nagyfejedelemnek és Algirdas litván nagyfejedelemnek.

## Kis-Hortica, az első szics (1552-1558)
1551-ben II. Zsigmond Ágost lengyel király  Dmitro Visneveckijt nevezte ki Cserkaszi és Kaniv erődvárosok élére, hivatalos feladata a tatárok elleni védekezés volt. Egyes források szerint Fjodor Sangushko herceg halála a lengyel király Bratslav és Vinnicja élére is Visneveckijt nevezte ki.
II. Zsigmond figyelmeztetése ellenére Dmitro Visneveckij 1553-ban saját költségén kezdett erődöt építeni Kis-Horticja szigetén. Egyes tudósok 1552-re teszik a Horticai Szics megépítésének idejét, mások 1554–1555-re vagy 1556-ra. A szics megépítése fontos dátum az ukrán történelemben, a Kis-Hortica szigeten megépítette első erődítmény lett a későbbi Zaporozzsjai Szicsek prototípusa. A kozákok hamar megtöltötték a Horticja Szicset. A kozák erődítmény a megjelenése a tatár területeken meglepte a Krími Tatár Kánt.
1553 nyarán Dmitro Visneveckij hirtelen elhagyta Kis-Horticját, és egész hadseregével Isztambulba ment, ahol hat hónapig I. Szulejmán szultánt szolgálta. Tettének indítéka tisztázatlan, valószínű, hogy a lengyel-litván kormány kellő támogatása nélkül megpróbálta a törökökkel jó kapcsolatokat kialakítani, hogy rajta keresztül befolyásolja a krími kánt. Egy másik változat az elhunyt rokonainak, Fedko Visneveckij özvegyének, Mária hercegnőnek szabadon bocsátási költségét "dolgozta le".
A lengyel-litván udvari körök megriadtak, hogy Visneveckij az oszmánokat déli területeikre fogja vezetni. Ezért, miután 1554 elején visszatért az Oszmán Birodalomból a király maga elé idézte. Visneveckij megjelent Varsóban a király és a szejm előtt, ahol elfogadták az Oszmán Birodalomban való tartózkodással kapcsolatos magyarázatát. Hivatalos parancsot kapott, hogy az általa alapított erődben tartsa a tatárok elleni védelmet, viszont kiderült, a jövőben csak a saját erejére számíthat. A Kis-Horticja szics építését kozákok, a kanivi és cserkaszi vidék parasztjainak mozgósításával fejezte be.
Visneveckij kihasználva Kis-Horticja szigetének kedvező stratégiai helyzetét, védelmébe vette a Nagy réten élő, portyázó kozákokat és merész hadjáratokba kezdett a Dnyeper és a Déli-Bug mentén lévő török-tatár erődítmények ellen. 1556 tavaszán elfoglalta Ochakivet, majd június 29-én Aszlam-Kermant is. Rengeteg ménest, gulyát és foglyot zsákmányoltak, miközben visszaverték üldözőiket. II. Zsigmond bocsánatot kért I. Devlet Giráj krími kántól mondván, az a Moszkvához hű kozákok műve volt, és Visneveckij nem vett részt benne. Arról is biztosította a kánt, hogy a Horticja-erőd a Krímet is védi Moszkva terjeszkedése ellen, és Visneveckij feladata a Dnyeper őrzése.
De ugyanazon év őszén, 1556-ban Visneveckij kozákjai ismét megtámadták Aszlam-Kermant. A erődöt elfoglalták, a helyőrségeket onnan a Horticai–erődbe szállították. I. Devlet Giráj először Visneveckijjel próbált megegyezni, és meghívta őt szolgálatába. Miután visszautasították, nagy hordát gyűjtött össze, és megpróbálta elfoglalni a Horticja–erődöt. Az ostrom huszonnégy napig tartott, majd a tatárok súlyos veszteségekkel vonultak vissza. Visneveckij tájékoztatta II. Zsigmondot győzelméről, és biztosította, hogy a tatárok nem támadhatják meg az országot, amíg az erőd áll. Egyúttal azt kérte, hogy "erősítsék meg a kastélyt emberekkel és tűzzel", de a nagyhercegtől csak dicséretet, fizetési ígéretet kapott, valamint ajánlást, hogy ne súlyosbítsák a tatárokkal való kapcsolatokat.
Visneveckijt ez meggyőzte arról, hogy a Litván Nagyhercegség uralkodó körei képtelenek határozott lépéseket tenni, Moszkvához fordult. A cár csak pénzt küldött, és meghívták a cár szolgálatába. 1557 nyarán I. Devlet Giráj új erőket gyűjtött össze, hogy a Horticai-erőd ellen vonuljon, vele ment az oszmán hadsereg hajókon és moldovai segédcsapatok sajkákon. A szigeten álló erődöt teljes blokád alá vonták. A hosszas ostrom után élelemhiány lépett fel, ezért a kozákok kis csoportokban a Dnyeperen elmenekültek Cserkasziba. Az erődítményt elpusztították.

## Moszkva és az Unió között váltogatva

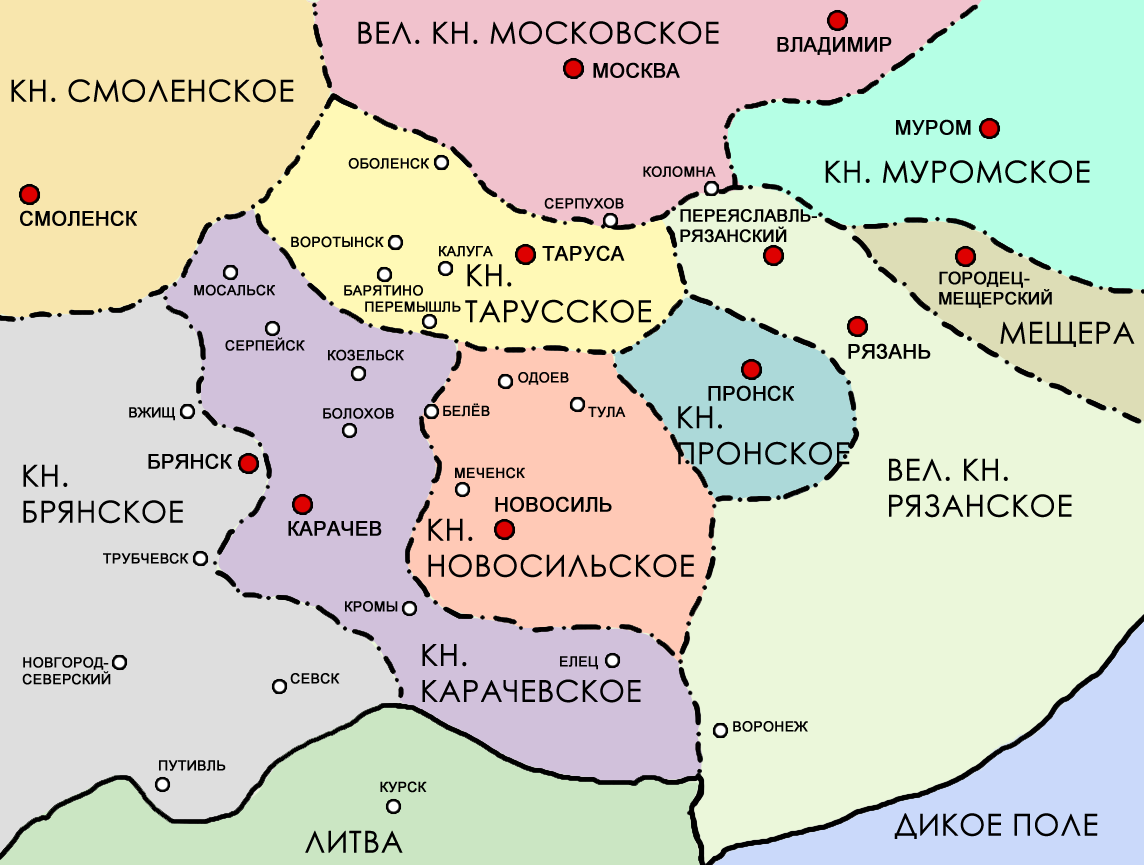
A Belevszkij Hercegség a XIV-XV. század fordulóján alakult ki. 1427 óta a Belevszkij hercegek idősebb rokonaikkal, az Odojevszkij hercegekkel a litván hercegeket szolgálták, majd egy ideig Moszkvát tekintették hűbér uruknak. A XV. század közepén visszatértek a litvánokhoz. 1487-1492-ben a Belevszkij hercegek öröksége III. Iván moszkvai nagyfejedelemre szállt. 1494-ben III. Iván és Sándor litván nagyherceg békeszerződése elismerte Moszkva jogát. Ekkor a Belevszkij hercegség a moszkvai nagyfejedelem személyes tulajdona volt. Belevszkij utolsó fejedelme Dmitrij Ivanovics Visneveckij volt

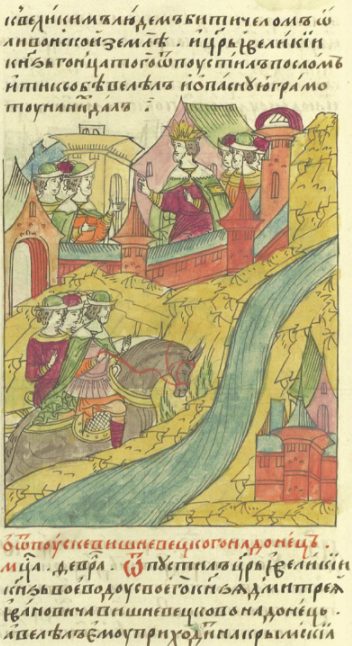
IV. Iván Visneveckijt a krími tatárok ellen küldi

Tiltakozásul II. Zsigmond Ágost parancsa ellen, hogy állítsák le a Krím-félszigeten és Törökországban végrehajtott portyáikat, Visneveckij és kozákjai 1557-ben felesküdtek IV. Iván orosz cárnak. Visneveckij megkapta Belevszkij Hercegséget (lásd térkép). A cár megbízta Visneveckijt, hogy az orosz állam déli határán lásson el katonai feladatokat. A mai Azov mellett legyőzte a Krími Tatár Kánság seregét, majd cserkesz előjárókat kísért Moszkvába, ahol azok kérelmezték a cári birodalomhoz való csatlakozásukat. A cár Visneveckijt kaukázusi kormányzónak nevezte ki.
Visneveckij azt javasolta a cári udvarnak, hogy szövetkezzen Litvánival a Krími Tatár Kánság ellen. Az ötletet támogatták, így 1558 elején a Krím elleni hadjáratra és a Litván Nagyhercegséggel folytatott tárgyalásokra készültek. Visneveckijhez és a moszkvai hadsereghez útközben kozákok csatlakoztak. A kán az egész sereget kivonta Perekop városából és felkészült a védekezésre. Visneveckij Perekop közelében Moszkvából további erősítést kapott és hadjáratot tervezett Kozlov ellen. Ám hirtelen visszarendelték Moszkvába, a Kánság elleni hadjáratra csak 1559-ben került sor, Visneveckij szerepe ebben jelentéktelen volt.
Visneveckij nem erre számított. Moszkva külpolitikájában 1558-ban a Balti-tenger elérése volt a prioritás, a tatárok elleni támadásokkal felhagytak. IV. Iván cár elindította a Livóniai háborút, amely súlyosbította a Moszkva-Litvánia kapcsolatokat, 1561-ben Litvánia belépett a Moszkva elleni háborúba. Visneveckij így árulónak tűnt, amit nem akart elfogadni. Kozákjaival együtt a Dnyeperhez ment, és letáboroztak Monasztyrszkij szigetén (ötven kilométerre Cserkaszi alatt). Itt várakoztak, amíg unokatestvére, Mihail Visneveckij, Cserkaszi ura, a nagyhercegtől menlevelet nem szerzett Visneveckijnek és társainak. Az írásos garancia a Litván Nagyhercegség területén való biztonságos tartózkodásra vonatkozott.
II. Zsigmond Ágost készségesen részesítette  Visneveckijt "gazdasági kegyelmében", de nem minden gyanakvás nélkül. Levelet írt IV. Ivánnak, Visneveckijről kérdezte. "Úgy jött, mint a kutya, és elszaladt, mint egy kutya, és nem volt tőle semmi bajom nekem, Istenemnek és hazámnak." – hangzott a válasz. Dmitrij Visneveckijt fogadták és üdvözölték a Lengyel-Litván udvarban ugyanúgy, mint korábban, és nagyon nagyra becsülték. De Visneveckij erejét minden tervének összeomlása aláásta - súlyosan megbetegedett, bár ő maga mérgezésre gyanakodott. A nagyherceg személyes orvosai kezelték.

## Utolsó hadjárat: Moldovai Hercegség
1563-ban a Moldvai Fejedelemségben bojár lázadás tört ki  – a Jacob Vasilaki Heraclid vagy az Iacob Heraclides vagy a Despot Vodă neveken is ismert – II. János moldvai fejedelem ellen, aki amúgy nemzetközi kalandor és névbitorló volt. II. Jánost letaszították a trónjáról, helyére a lázadó bojárok vezetője, Stefan Tomzha (Tomsha) ült fel VII. István moldvai fejedelem néven. Ám a moldvai bojárok elégedetlenek voltak az új uralkodójukkal, VII. Istvánnal is, meghívták Visneveckijt a moldvai trónra. Visneveckij egy másik lengyel főúrral 4-5000 fős hadsereg élén hadjáratot indított Moldova ellen. VII. István tárgyalásra hívta Visneveckijt, aki nem érezve a veszélyt, mindössze 500 katonából álló kisérettel nekiindult, bár betegség gyötörte, gyenge is volt. VII. István tőrbe csalta, elfogta és kiadta a Portának. A szultán hűségeskü megtételére szólította fel, amit Visneveckij megtagadott, ezért kivégezték.

## Dmitro Visneveckij halálának újra éledése a Bajda énekben
A kivégzésről legendás horror történetek ismertek, bár a jelenlevő francia követ szabványos akasztásról írt. A horror történet szerint Visneveckijt és egy társát bordájánál fogva akasztották fel, esetleg egy toronyból kidobva egy bordájával fennakadt egy vaskampón. Társa "szerencséjére" fejjel lefelé fordult és hamar kiszenvedett, ám Visneveckij három nap múlva is életben volt. Egyes legendák szerint még egy őrtől elvett nyíllal is lövöldözött. Mások szerint csupán csak gyalázta a szultánt és a prófétát, ezért lenyilazták.
Bár életében soha sem nevezte magát, se más Visneveckijt Bajdának (Baydának), a néphagyomány ezen a beceneven ismeri. A kozákság megtestesítője, a lengyel-belarusz-ukrán-orosz népi énekek közt a Rycar Bajda, Bajda vitéz, Bajda ének néven is ismert költemény tartalma azonos, de szövege eltér.

## Dmitro Visnyevetszkij tevékenységének történelmi jelentősége
Elődei – Przecław Lanckoroński és Ostap Daskevics – a kozák csapatokat bevonták a katonai műveleteikbe, de csak segéderőként használták őket. Visneveckij a kozákokra támaszkodott, mint fő erőre. Tevékenysége kezdete volt a kozákok Alsó-Dnyeperre történő előrenyomulásának, a Dnyeper menti sztyeppék elfoglalásának. Ugyancsak irányítása alatt kezdődött meg a kozákok nemcsak katonai, hanem politikai szervezetének megalakítása is, amely nemzetközi kapcsolatokat ápolt. És természetesen az első kozák erőd, a Horticja Szics felállítása (és elvesztése), mintát mutatva a Zaporizzsjai Szicshez. Bár az utolsó hadjárata, amely a Moldvai Fejedelemségben katasztrófával végződött, a kozákok által a következő évtizedekben végrehajtott moldovai hadjáratok prológusa lett.

## Fordítás
- Ez a szócikk részben vagy egészben  a(z)   Змітро Іванавіч Вішнявецкі című belarusz Wikipédia-szócikk ezen változatának fordításán alapul.  Az eredeti cikk szerkesztőit annak laptörténete sorolja fel. Ez a jelzés csupán a megfogalmazás eredetét és a szerzői jogokat jelzi, nem szolgál a cikkben szereplő információk forrásmegjelöléseként.
- Ez a szócikk részben vagy egészben  a   Dymitr Wiśniowiecki Bajda című lengyel Wikipédia-szócikk ezen változatának fordításán alapul.  Az eredeti cikk szerkesztőit annak laptörténete sorolja fel. Ez a jelzés csupán a megfogalmazás eredetét és a szerzői jogokat jelzi, nem szolgál a cikkben szereplő információk forrásmegjelöléseként.
- Ez a szócikk részben vagy egészben  a(z)   Вишневецкий, Дмитрий Иванович című orosz Wikipédia-szócikk ezen változatának fordításán alapul.  Az eredeti cikk szerkesztőit annak laptörténete sorolja fel. Ez a jelzés csupán a megfogalmazás eredetét és a szerzői jogokat jelzi, nem szolgál a cikkben szereplő információk forrásmegjelöléseként.
- Ez a szócikk részben vagy egészben  a(z)   Дмитро Вишневецький című ukrán Wikipédia-szócikk ezen változatának fordításán alapul.  Az eredeti cikk szerkesztőit annak laptörténete sorolja fel. Ez a jelzés csupán a megfogalmazás eredetét és a szerzői jogokat jelzi, nem szolgál a cikkben szereplő információk forrásmegjelöléseként.